# Список графов Макона
Граф Макона (фр. comtes de Mâcon) — титул правителя бургундского графства Макон.

## Каролингские графы
Гильемиды
- 733—793: Тьерри (Теодерик) I (ум. ок. 793), граф Отёна, Вьенна и Макона с 733
- 793—796: Теодоан (ум. 796/826), граф Отёна и Макона 793—796, сын Тьерри I

1-й дом Вержи?
- 825—853/856: Гверин (Варин) (ум. 853/856), граф де Макон с 825, де Мемонтуа с 831, Шалона с 835, Отёна с 837, Осуа с 844, маркиз Бургундии с 844, сын Гверина I
- 853/856—858: Изембард (815—858), граф Отёна, Шалона, Дижона и Макона с 853, граф Барселоны 850—852 сын Гверина II

Бурхардингеры?
- 858—863: Онфруа (Гумфред) (ум. после 876), граф Бона с 856, Отёна, Шалона, Макона с 858, маркиз Бургундии и Готии с 858, маркиз Тулузы с 863

Робертины?
- 863—871: Эд I (ум. 871), граф Шатодена с 846, граф Анжу и Блуа 846—852, граф де Труа 852—858, 867—871, граф Варе 859—870, граф Портуа с 867—870, граф Макона и Дижона с 863, граф Отёна с 867

Нибелунгиды
- 871—877: Экхард (810—877), сеньор де Перраси с 836, граф де Морвуа (840—859), Шалона с 863, Макона с 871, Отёна с 872, сын Хильдебранда II, графа Отёна

Бозониды
- 877—880: Бозон Вьеннский (850—887), граф Вьенна и Лиона (871—880), граф Берри (872—876), герцог Италии (875—876), герцог Прованса (875—879), вице-король Италии (876—879), граф Макона и Шалона (877—880), Отёна (879—880), король Нижней Бургундии (Прованса) (879—887)

Гильемиды
- 880—886: Бернар II Плантевелю (841—886), граф Отёна 863—864, граф Оверни с 870, граф Руэрга, Тулузы и Лимузина с 872, граф Берри и маркиз Готии с 878, граф Макона с 880, граф Лиона с 884, сын Бернара I Септиманского
- 886—918: Гильом I Благочестивый, (860/865—918), граф Оверни, Макона, Буржа и Лиона с 886, герцог Аквитании с 893, сын Бернара Плантвелю

Каркассонский дом
- 918—926: Гильом II Молодой (ум. 926), герцог Аквитании, граф Оверни, Макона, Буржа с 919, племянник Гильома I
- 926—927: Акфред, герцог Аквитании, граф Оверни, Макона, Буржа с 926, брат Гильома II

Бозониды
- 927—930: Гуго Чёрный (ок.890 — 952), герцог Бургундии с 923/936, граф Варе и Портуа с 814, архграф Бургундии с 921, племянник Бозона Вьеннского

## Виконты Макона
- 884—???: Лето I, виконт Макона с 884
- ???—915: Ракульф (Ракон, Рано) (ум. 915), виконт Макона

## Графы Макона и Безансона
1-й Маконский дом
- 930—945: Обри I (ум. 945), виконт Макона с 915, граф Макона с ок. 930, сеньор де Сален с 942, сын Майеля, виконта Нарбонны, зять Рикульфа
- 943—965: Лето II (ум.965), граф Макона с 943, граф Безансона с 952
- 965—982: Обри II (ум. до 982), граф Макона и Безансона с 965

## Графы Макона
Иврейский дом
- 982—1002: Отто-Гильом (Оттон I) (ок.958—1026), граф Невера (в 980—989 годах), Безансона (в 982—1026 годах), Макона (в 982—1002 годах), 1-й граф Бургундии с 982 года, претендент на герцогство Бургундия в 1002—1005 годах
- 1002—1004: Ги I (ум. 1004), граф Макона с 1002 года, сын Отто-Гильома
- 1004—1049: Оттон II (ум. 1049), граф Макона с 1004 года, сын Ги I
- 1049—1065: Жоффруа (ум. 1065), граф Макона с 1049 года, сын Оттона II
- 1065—1078: Ги II (ум. 1109), граф Макона в 1065—1078 годах, с 1078 года монах в Клюни, сын Жоффруа
- 1078—1085: Гильом I Великий (ок. 1024—1087), граф Бургундии с 1057 года, граф Макона в 1078—1085 годах, сын Рено I Бургундского, внук Отто-Гильома

| - 1085—1097: Рено II (ок. 1056—1097), граф Макона с 1085 года, граф Бургундии с 1087 года, сын Гильома Великого - 1097—1125: Гильом II Немецкий (уб. после 3 января 1125 года), граф Бургундии (под именем Гильом II) с 1098 года, граф Макона и Вьенна с 1097 года, сын Рено II - 1125—1127: Гильом III Дитя (ок. 1110—1127), граф Бургундии (под именем Гильом III), граф Макона и Вьенна с 1125 года, сын Гильома II Немецкого | - 1085—1102: Этьен I Храбрый (ок. 1057 — 27 мая 1102 года), граф Макона с 1085 года, граф Вьенна с 1087 года, титулярный граф Бургундии с 1097 года, сын Гильома Великого - 1102—1148: Рено III (ок. 1090 — 22 января 1148 года), граф Макона и Вьенна с 1102 года, титулярный граф Бургундии в 1102—1127 годах, граф Бургундии с 1127 года, сын Этьена I - 1102—1157: Гильом III (ок. 1095 — 27 сентября 1155 года), граф Макона с 1102 года, граф Осона и Вьенна с 1127 года, сын Этьена I |

- 1157—1184 : Жеро I (1142—1184), граф Макона и Вьенна с 1157 года, сын Гильома III
- 1184—1224 : Гильом IV (ум. 1224), граф Макона, Осона и Вьенна, сын Жеро I
- 1224—1224 : Жеро II (ум. 1224), граф Макона и Вьенна, сын Гильома IV
- 1224—1239 : Алиса (ум. 1260), графиня Макона и Вьенна, дочь Жеро II
муж: с 1217/1218 Жан де Дрё (1198—1239), сеньор де Брэн, граф Маконна и Вьенна с 1224

В 1239 году, после смерти мужа, Алиса продала Макон и Вьенн королю Франции.